# Heilpraktikergesetz
Das deutsche Gesetz über die berufsmäßige Ausübung der Heilkunde ohne Bestallung (Heilpraktikergesetz) vom 17. Februar 1939 regelt die Voraussetzungen zur Führung der Berufsbezeichnung „Heilpraktiker“. Die Berufsbezeichnung wurde dadurch institutionalisiert und genehmigungspflichtig. Vormals war die Ausübung der Heilkunde in der Reichsgewerbeordnung nach den Grundsätzen der so genannten Kurierfreiheit geregelt. Die Erste Durchführungsverordnung zum Heilpraktikergesetz (HeilprGDV 1) vom 17. Februar 1939 verlangte zur berufsmäßigen Ausübung eine Unbedenklichkeitsbescheinigung nach amtsärztlicher Prüfung.

## Geschichte
Trotz der Regelung des Berufes war das Heilpraktikergesetz von 1939 als Aussterbegesetz für den Berufsstand des Heilpraktikers geplant. In der ursprünglichen Fassung des Gesetzes wird dies z. B. in § 2 deutlich: „Wer die Heilkunde, ohne als Arzt bestallt zu sein, bisher berufsmäßig nicht ausgeübt hat, kann eine Erlaubnis nach § 1 in Zukunft nur in besonders begründeten Ausnahmefällen erhalten.“ Der § 4 verbot sogar die Ausbildung von Nachwuchs: „Es ist verboten, Ausbildungsstätten für Personen, die sich der Ausübung der Heilkunde im Sinne dieses Gesetzes widmen wollen, einzurichten oder sie zu unterhalten.“ In der 1. Durchführungsverordnung wurde den Antragstellern in § 1 nur eine Frist bis zum 1. April 1939 eingeräumt, um sich zur Erlaubniserteilung anzumelden.
1952 wurden diese Einschränkungen gegenüber der früher geltenden Kurierfreiheit als mit dem Grundgesetz nicht vereinbar aufgehoben. Seitdem ist das Heilpraktikergesetz in Deutschland die rechtliche Grundlage für die Ausübung des Heilpraktikerberufes und gilt gemäß § 1 Absatz 1 für jeden, der „die Heilkunde, ohne als Arzt bestallt zu sein, ausüben will.“
Die Bundesländer regeln die Durchführung des Heilpraktikergesetzes nach eigenen Durchführungsverordnungen. Das Heilpraktikergesetz wurde nach 2001 zuletzt 2016 verändert.
Unter Bestallung ist in diesem Zusammenhang eine staatliche Berufszulassung zu verstehen.